# Gottlieb Støckel
Knud Gottlieb Constantin Støckel (16. marts 1839 – 13. januar 1889) var en dansk fotograf. Han var far til generalløjtnant Johan Støckel (1867-1959) og bedstefar til tennisspilleren Else Støckel (1906-1987).
Gottlieb Støckel havde i 1 måned et atelier i gæstgiver Larsens lejlighed i Skælskør, blev 1866 optaget i Den photographiske Forening og udstillede i Napoli i 1870, hvor han vandt en medalje, og i Amsterdam i 1877, hvor han vandt en bronzemedalje for sine landskabsfotografier. Han var virksom på Bornholm fra 1860'erne og frem, fik næringsbrev i 1878 og udstillede bl.a. stereoskopfootografier på Bornholms Industriudstililng i Rønne 1881, hvor han fik en medalje for "Anerkendelse for Duelighed og Snille". Han udsendte stereoskopserien Bornholmske Klippepartier. 1884 vandt han også en medalje i Nexø. Hans atelier lå i Antoniegade 2, senere Store Torv 14 i Rønne. Støckel har både efterladt en række portrætter af bornholmere og fotografier af Bornholms topografi og arkitektur.
Han overtog i 1880'erne Hilmar Crones fotografiske atelier på Vesterbrogade 56 i København, men døde allerede i 1889. Forretningen blev videreført af Theodor Yhr.